# Vic-sur-Cère

Vic-sur-Cère este o comună în departamentul Cantal, Franța. În 1 ianuarie 2022 avea o populație de 1.908 de locuitori.